# Anfiteatro romano di Rimini
L'Anfiteatro romano di Rimini è stato eretto nel corso del II secolo d.C. e utilizzato essenzialmente per spettacoli gladiatori. Per il municipium di Ariminum (antico nome di Rimini), anticamente situato al confine nord della Repubblica romana e che già era arricchito da un teatro per le rappresentazioni e dal famoso Ponte di Tiberio (che, tra l'altro era stato iniziato da Augusto), l'anfiteatro segnò un passo avanti nel "rango" della città. Come era tradizione per questo tipo di edifici l'anfiteatro fu costruito perifericamente rispetto alla città, approfittando, in questo caso, della vicinanza del mare (infatti è situato a est del centro storico in direzione della spiaggia) per una più spettacolare resa emotiva.

## Storia e architettura

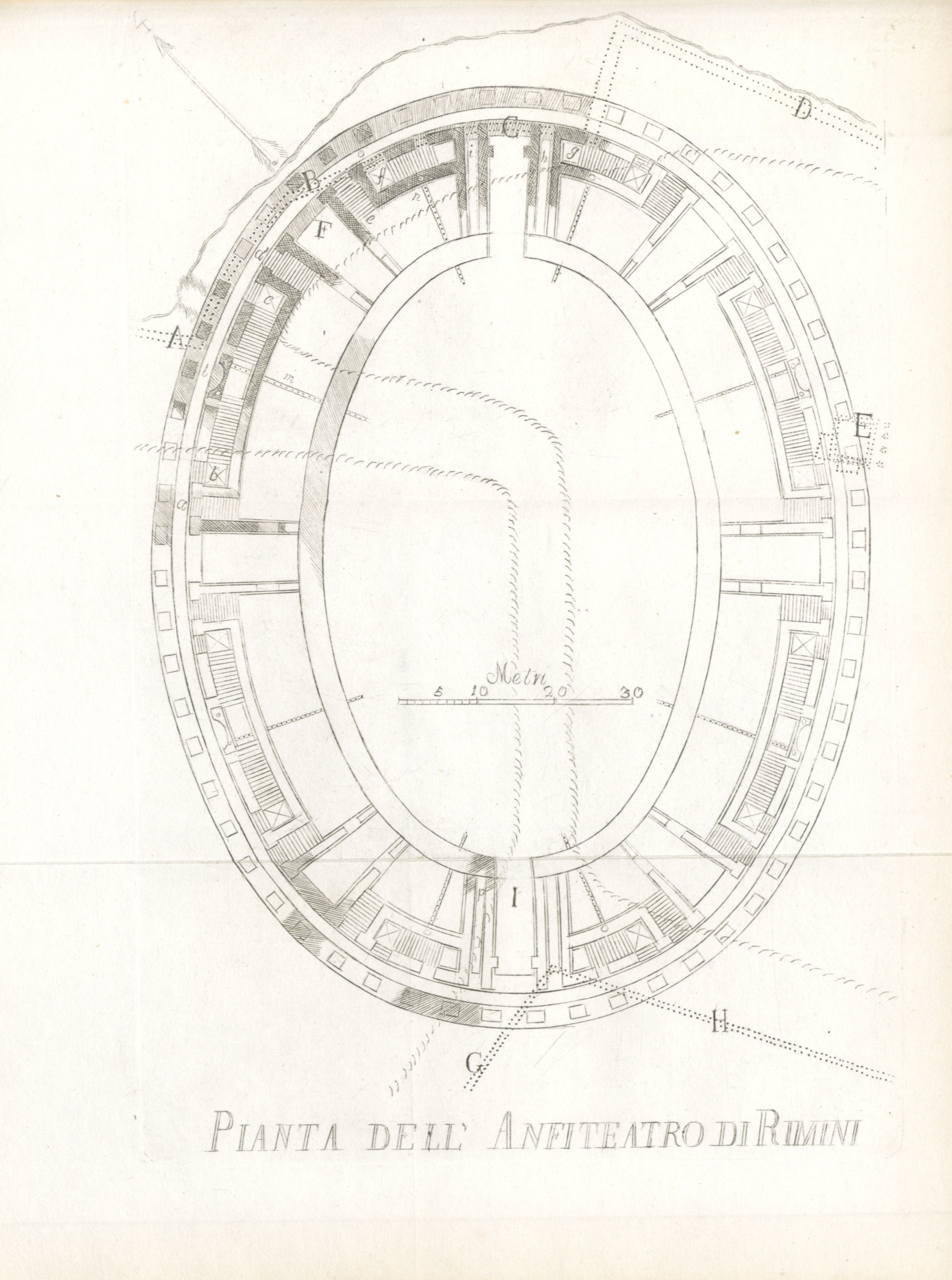
Pianta dell'anfiteatro di Rimini pubblicata da Luigi Tonini. Il disegno è pubblicato nel volume "La Storia civile e sacra Riminese. (Volume sesto ... in proseguimento all'opera del Comm. L. Tonini. Compilazione del figlio Carlo.)"

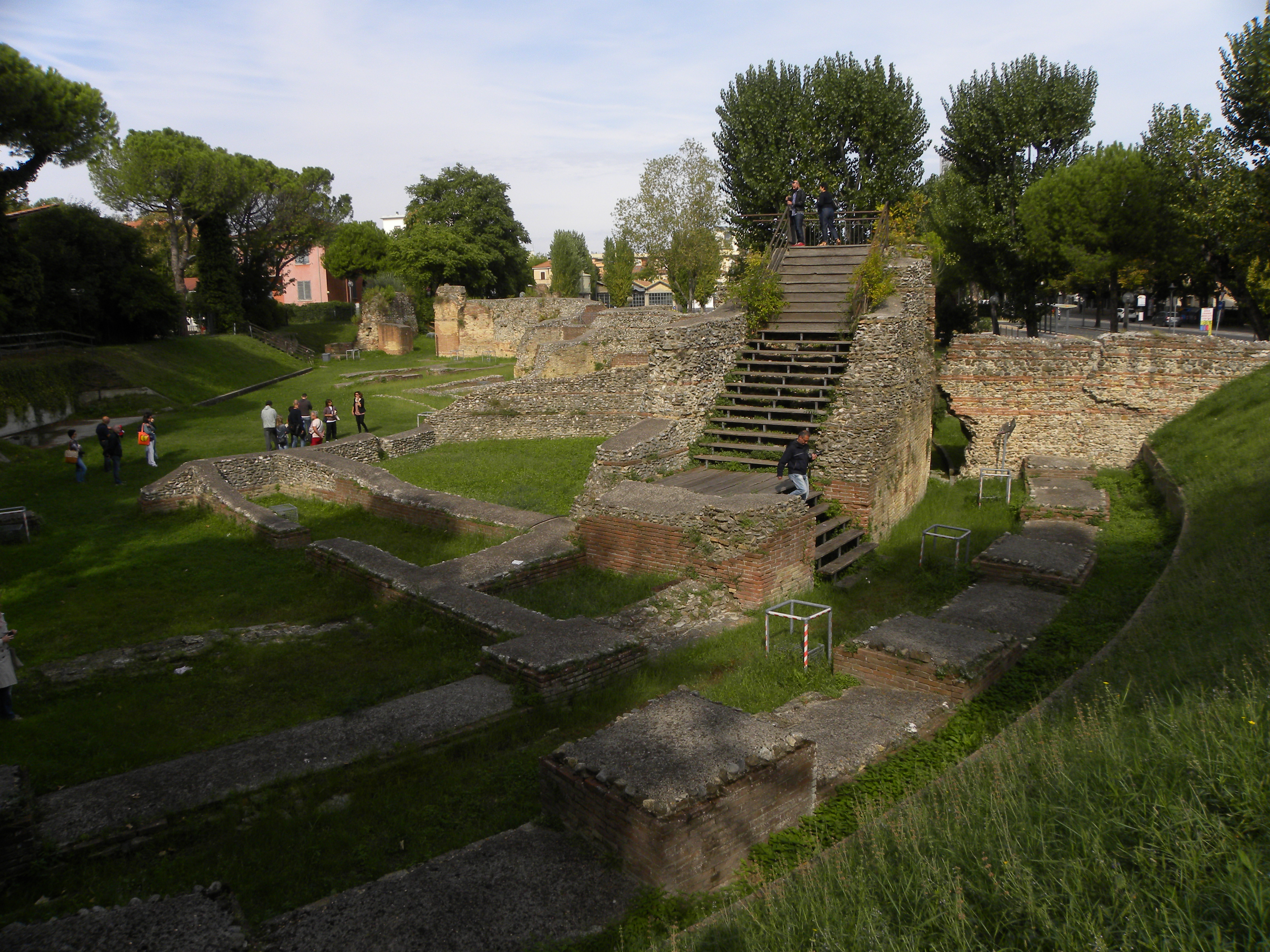
La porzione dell'anfiteatro non occupata da sovrastrutture in uno scatto di Wiki Loves Monuments del 2015.

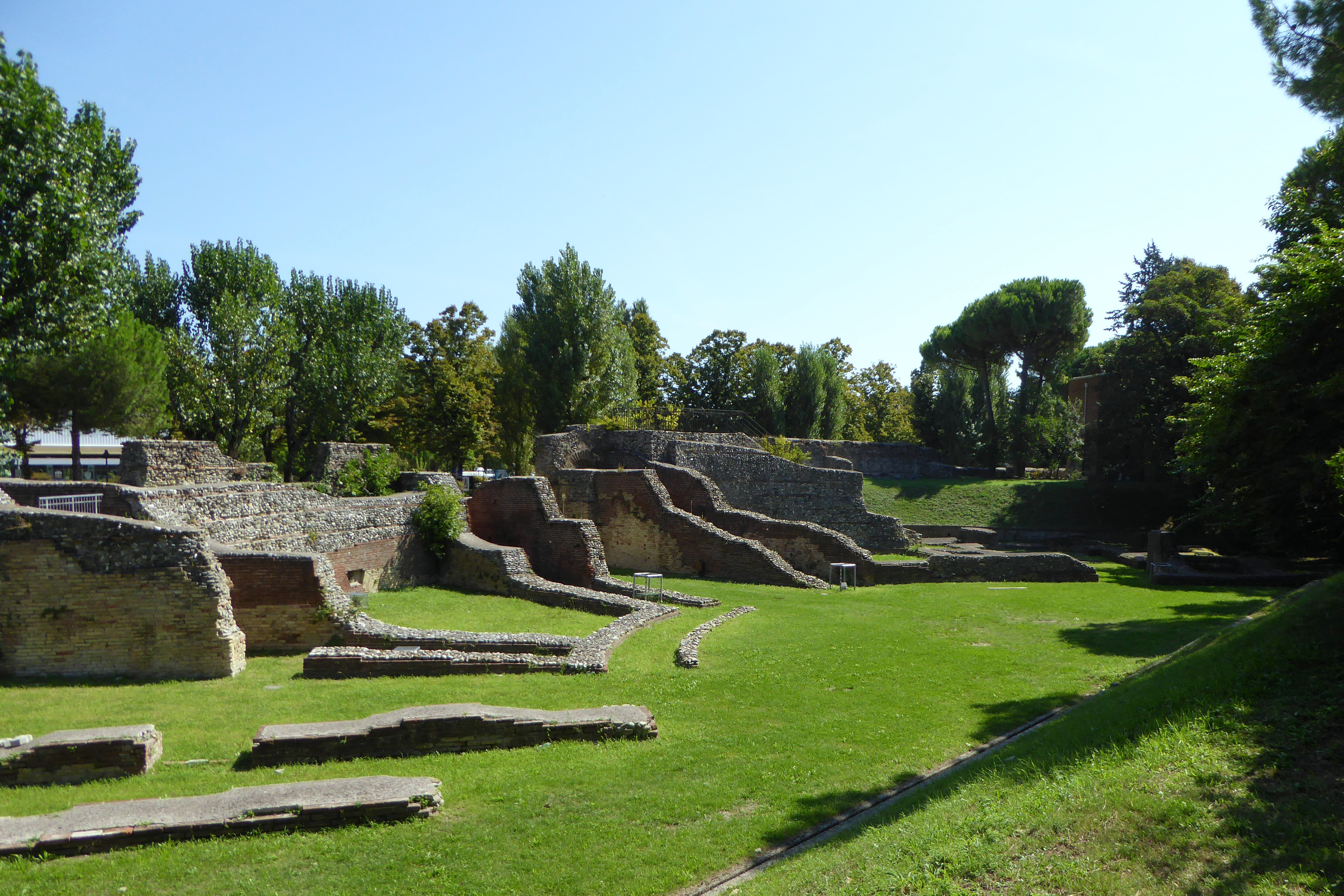
Resti dell'anfiteatro nella parte non occupata da sovrastrutture, visto dall'ovest.

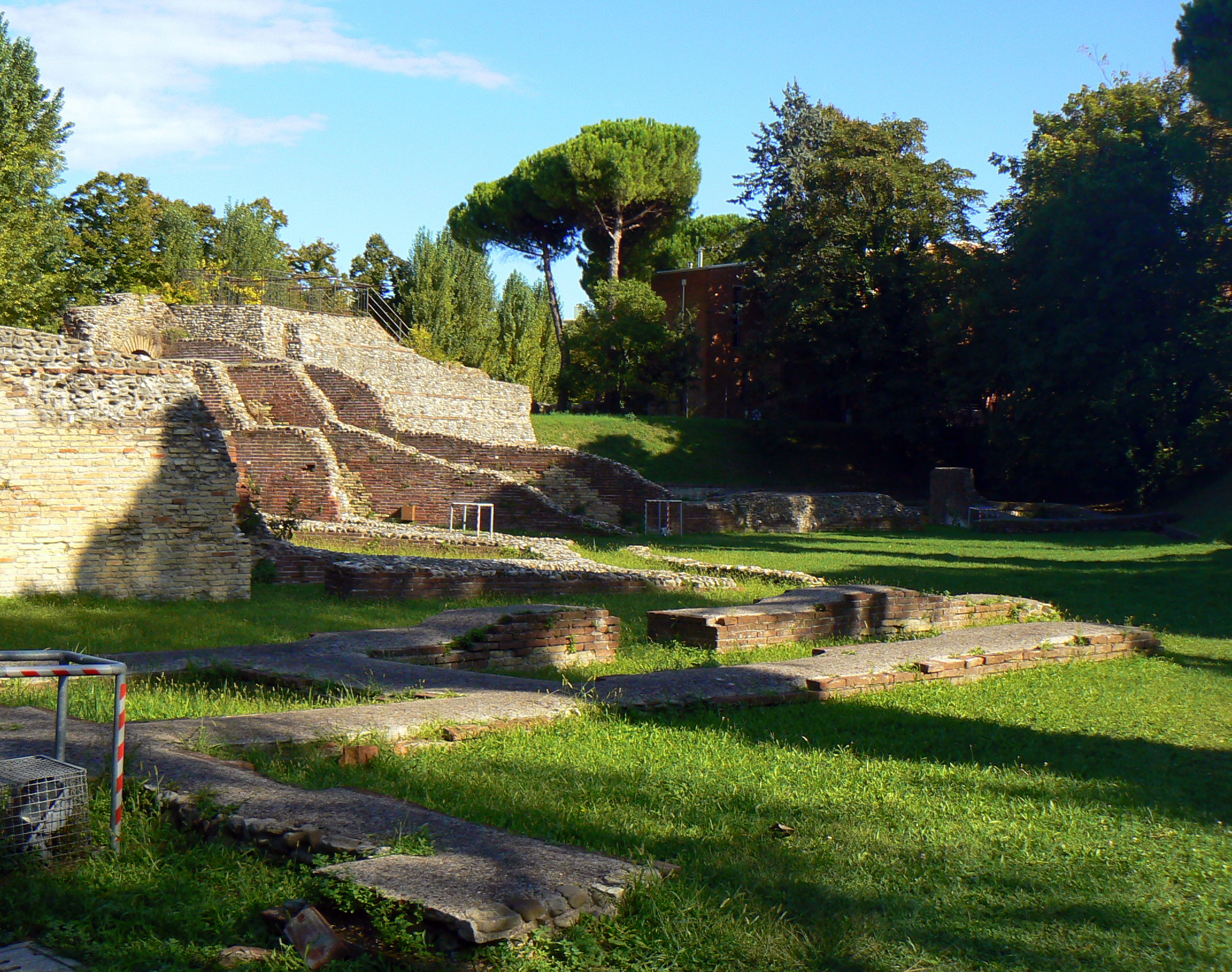
Resti dell'anfiteatro nella porzione non occupata da sovrastrutture, sullo sfondo la parte occupata dalle strutture del CEIS.

La sua funzione di luogo per combattimenti gladiatori non resistette a lungo. Già nel tardo impero l'anfiteatro fu incorporato nelle mura che venivano erette per resistere alle sempre più minacciose invasioni dei barbari e assunse una funzione militare di struttura adattata a forte. La facciata esterna che fronteggiava il mare ebbe chiuse le arcate per un fronte di ben 63 metri. Non era peraltro questa una novità se ricordiamo come l'anfiteatro castrense di Roma sia stato inglobato nelle mura aureliane.
L'altra funzione, comune a quella di tanti monumenti dell'antichità romana, fu quella di "cava" di pietre e laterizi ben squadrati, ottimi, in tempi di ristrettezze economiche, per la costruzione di altri edifici.
Persa la funzione ludica, e non essendo costantemente necessarie le funzioni di difesa, l'anfiteatro, la cui struttura chiusa e massiccia era singolarmente adatta, divenne anche sede del lazzaretto. In epoca medievale, il grande edificio era già ridotto a un immane cumulo di rovine, circondato da terreni abbandonati e, se non incolti, limitati a poveri orti.
Documenti inediti del 1763, custoditi nell'Archivio Storico Comunale di Rimini, parlano di scavi condotti da un muratore, Stefano Innocenti, spinto dallo speziale Angelo Cavaglieri, che chiese "di poter aprire un muro della Città sotto la Clausura de' Padri Cappuccini". In settembre iniziarono gli scavi, in dicembre le lamentele per il materiale di risulta e dei frati Cappuccini già premevano per chiudere i lavori. Lo speziale chiese sei mesi di proroga perché la ricerca "non tende ad altro che a liberare la Città da un'impostura, che corre su questo Anfiteatro". Per la cronaca la proroga non fu concessa in quanto - la burocrazia è sempre in agguato - la domanda era stata fatta dal muratore Innocenti e non dallo speziale Cavaglieri.
Nel 1843, per opera dello storico della città Luigi Tonini (1807-1874) i resti della costruzione furono nuovamente riportati parzialmente alla luce. Cento anni dopo, durante la Seconda guerra mondiale Rimini subì pesanti bombardamenti e gravissimi danni; l'area dell'anfiteatro fu destinata a deposito di macerie e su gran parte di essa sorse il CEIS (Centro Educativo Italo Svizzero), anche se fin dal 1913 su tutta l'area su cui è situato l'anfiteatro erano stati posti un vincolo archeologico ed uno monumentale.

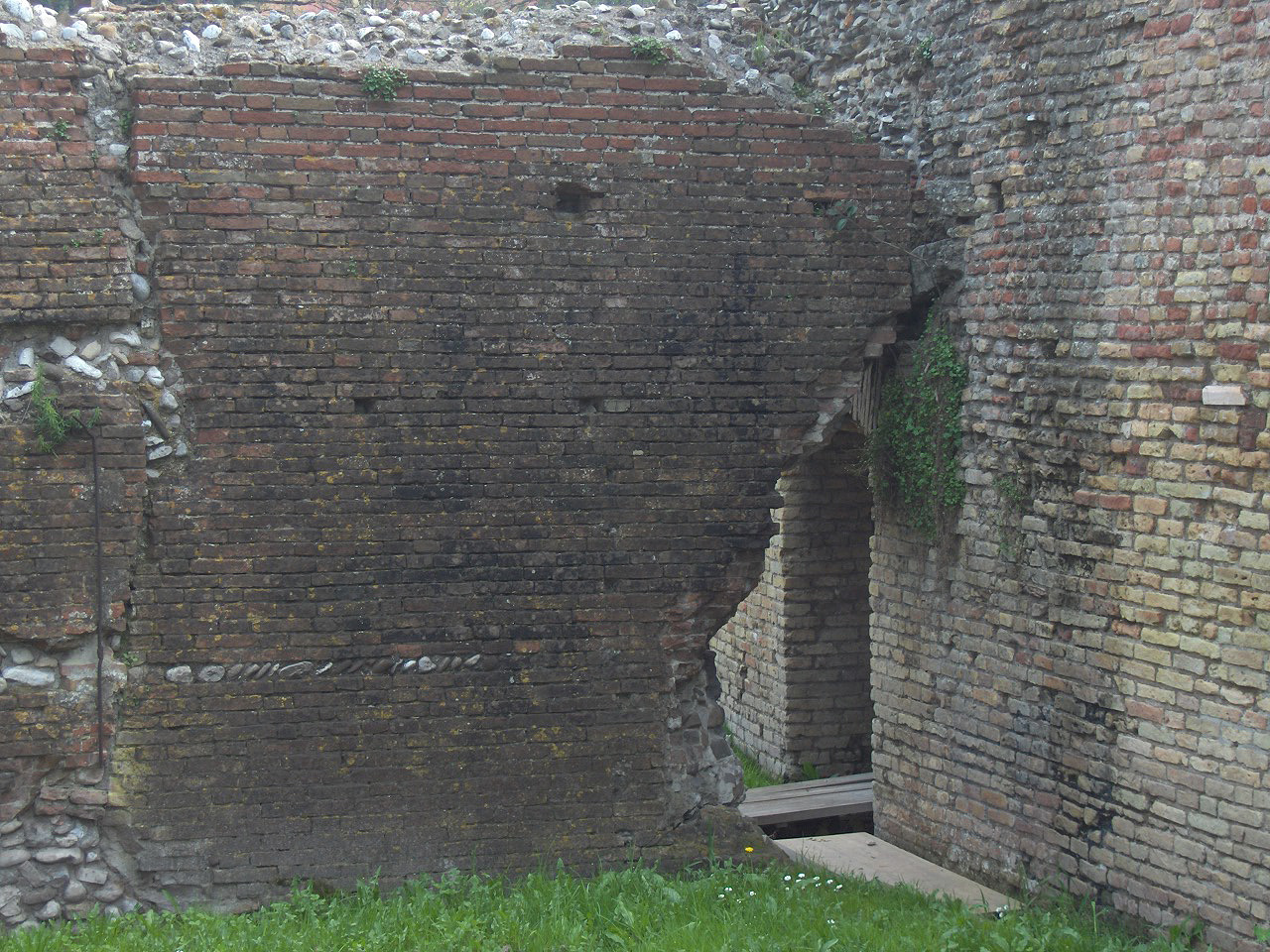
Punto di giunzione fra le mura della città e l'anfiteatro.

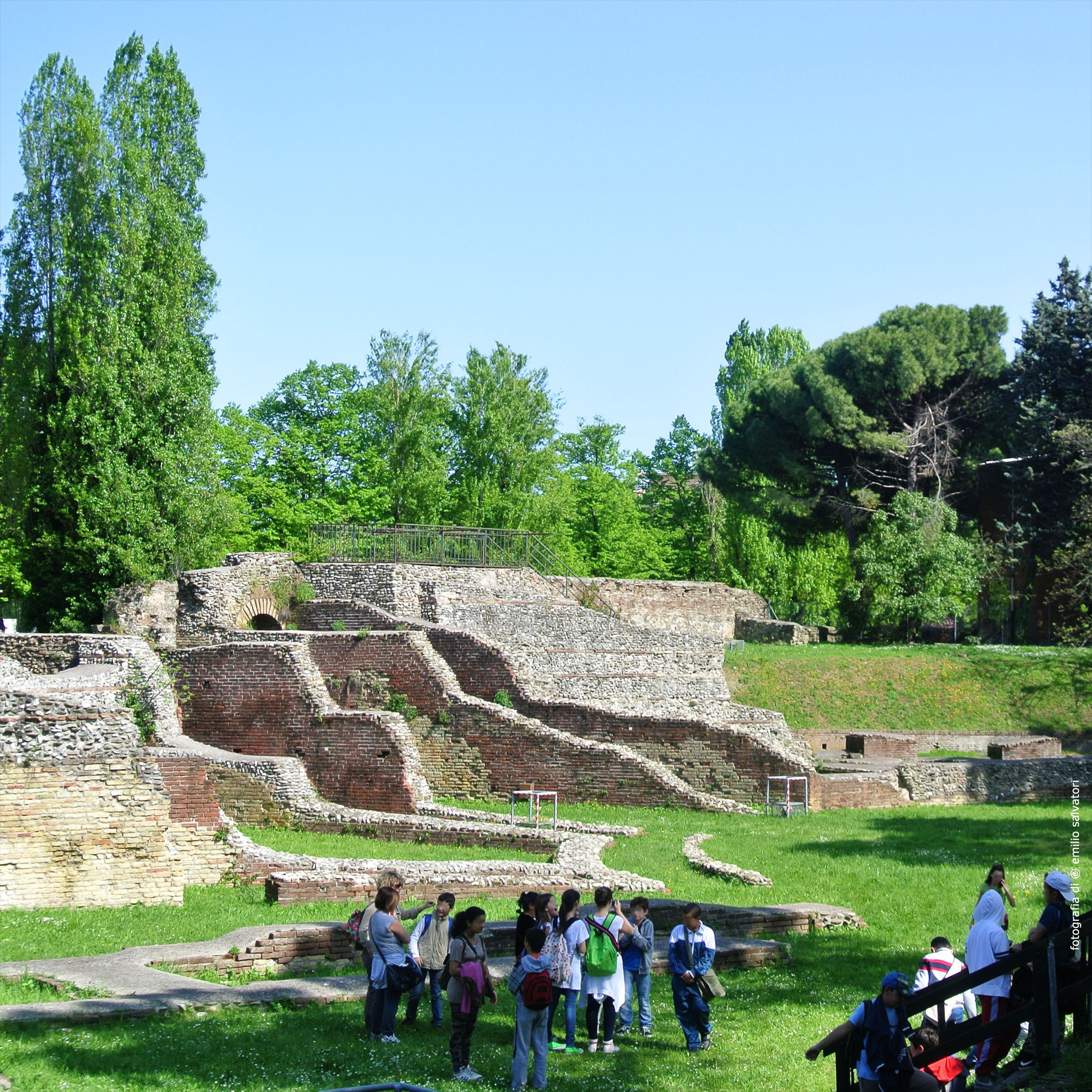
Resti dell'anfiteatro nella sezione riportata alla luce e libera da strutture in uno scatto di Wiki Loves Monuments del 2016

Per arrivare ad un vero programma di restauro e valorizzazione della struttura e dell'area circostante si dovette giungere agli anni sessanta del secolo scorso. Oggi la porzione dell'anfiteatro visibile ospita manifestazioni e spettacoli che possono fornire alternative di divertimento e culturali alle classiche giornate sulla spiaggia o in discoteca.

### Architettura
Le strutture che rimangono permettono di determinare le dimensioni e alcune delle funzioni dell'edificio. La forma è ellittica, anche qui come in tanti altri anfiteatri che Roma costruì in tutto il suo Impero e la disposizione dell'asse maggiore va da nord-est a sud-ovest. Le dimensioni esterne sono di 117,7 x 88 metri. Per un veloce paragone con il Colosseo di Roma, l'Anfiteatro Flavio, ricordiamo come questo sia lungo 187,77 x 165,64 metri. L'arena dove avevano luogo i giochi misurava 76,40 x 47,40 metri: quasi uguale a quella (77 x 46,50) del Colosseo.
Nei quattro ordini di anelli concentrici, ovviamente ellittici, di uno spessore globale di 21,80 metri potevano prendere posto circa 10 000 spettatori che entravano e uscivano da due ingressi principali posti in corrispondenza del giro più stretto dell'ellissi e venivano smistati in una serie di corridoi e scale che permettevano di raggiungere e lasciare le gradinate. Il centro dell'anfiteatro era, naturalmente, l'arena dove i gladiatori si affrontavano.